# Catedral de San Francisco Javier (Kioto)
La Catedral de San Francisco Javier también conocida como Iglesia de Kawaramachi (en japonés: 聖フランシスコ・デ・ザビエル司教座聖堂) es el nombre que recibe un edificio religioso que pertenece a la Iglesia Católica y se encuentra ubicado en la localidad de Kioto en el país asiático de Japón. No debe confundirse con la Catedral de San Francisco Javier de Kagoshima.
El templo sigue el rito romano o latino y sirve como la iglesia principal de la diócesis de Kioto (Dioecesis Kyotensis カトリック京都教区) que fue elevada a su actual estatus por el Papa Pío XII mediante la bula "Inter supremi".
Fue inaugurada y dedicada oficialmente en noviembre de 1972. Esta bajo la responsabilidad pastoral del obispo Paul Yoshinao Otsuka. Ofrece misas en japonés y adicionalmente en inglés para la comunidad católica foránea.